# Хиольский, Анджей
Анджей Хио́льский (пол. Andrzej Hiolski; 1 января 1922, Львов, Польша, ныне Украина — 26 февраля 2000, Краков, Польша) — польский оперный певец (лирический баритон) и педагог.

## Биография
С 1939 года обучался вокалу у Xелены Олеской и Адама Дидура во Львовской консерватории, и одновременно, до 1941 года, работал на Львовском радио. С 1945 года — солист Оперного театра в Бытоме, куда был приглашён своим педагогом Дидурой. С начала 1950-х годов концертирует в польских городах, а также гастролирует в странах Европы (в СССР выступал в 1951 году). С 1957 года — солист Театра Вельки в Варшаве. Исполнял как классический, так и польский репертуар, в том числе и в современных операх. Принимал участие в исполнении кантат и ораторий, например, «Страсти по Луке» Пендерецкого (1-й исполнитель, 1966, Мюнстер). Выступал как камерный певец. Преподавал вокал в Краковской музыкальной академии.

## Репертуар
- «Тоска» Джакомо Пуччини — Скарпиа
- «Мадам Баттерфляй» Джакомо Пуччини — Шарплес
- «Травиата» Джузеппе Верди — Жорж Жермон
- «Богема» Джузеппе Верди — Марсель
- «Трубадур» Джузеппе Верди — Граф ди Луна
- «Севильский цирюльник» Джоаккино Россини — Фигаро
- «Отелло» Джузеппе Верди — Яго
- «Дон Карлос» Джузеппе Верди — Родриго
- «Галька[пол.]» Станислава Монюшки — Януш
- «Зачарованный замок» Станислава Монюшки — Мечник, Мацей
- «Король Рогер» Кароля Шимановского — Король Рогер

## Награды
- 1952 — Крест Заслуги

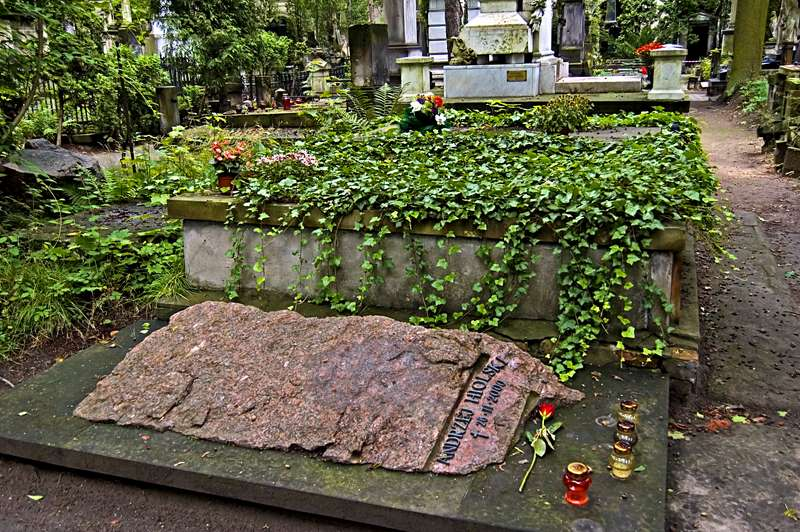
Могила Анджея Хиольского на кладбище Воинские Повонзки

- 1954 — 2-я премия на Международном конкурсе вокалистов в Тулузе.
- 1959 — Орден Возрождения Польши
- ? — Орден «Знамя Труда»